# Православна епископска конференција Јужне Америке
Скупштина канонских православних епископа Јужне Америке је сабрање која окупља све православне православне епископе на простору Средње и Јужне Америке, а који су представници више помесних цркава.
Скупштина је формирана на основу одлуке Четврте предсаборске свеправославне конференције одржане у Шамбезију (Швајцарска) у периоду 6—12. јун 2009, где су се састали представници свих признатих православних аутокефалних цркава.
Циљ оваквих сабрања је да отвори нове начине сведочења црквеног јединства и представи Православну цркву као духовну снагу присутну у друштву Јужне Америке.

## сабор
сабор је одржан у епархијски седишту митрополита Антиохијске патријаршије, у Сао Паолу. На састанку је присуствовало десет епископа, представника Цариградске, Антиохијске и Московске патријаршије и Румунске православне цркве. Два бразилска епископа епархије Пољске православне цркве нису били позвани на састанак због недостатка поузданих информација о јурисдикцији пољске цркве у региону.
II сабор православних епископа Јужне Америке одржан је у периоду 2—4. новембра у Буенос Ајресу, у седишту Архиепископије Буенос Ајреса и Јужне Америке Цариградске патријаршије.
Сабрањем је председавао митрополит Мексика и егзарх Цариградске патријаршије за Централну Америку, Карипска острва, Колумбију и Венецуелу, г. Атинагора, а учествовали су још и:
- Митрополит Буенос Ајреса Тарасије и архиепископ Аспендоса Јеремија (Цариградска патријаршија),
- Митрополит аргентински и јужноамерички Платон и епископ Каракаса и Јужне Америке Јован (Московска патријаршија)
- Епископ-администратор Епархије буеносајреске и јужно-централноамеричке митрополит Амфилохије (Српска патријаршија) и
- Архиепископ Рио де Жанеира и Олиндо-Ресифеа Хрисостом (Православна црква Пољске).[2]

Договорено је да се наредни, Трећи Сабор одржи у новембру 2012. године, у Каракасу, Венецуела.